# Henry Cronjager

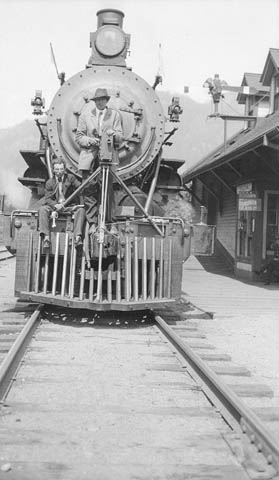
Henry Cronjager på 1910-talet.

Henry Cronjager, född 15 februari 1877 i Tyskland, död 1 augusti 1967 i Los Angeles, var en tyskfödd amerikansk filmfotograf.
Cronjager ligger begravd på Hollywood Forever Cemetery.